# Крячок річковий

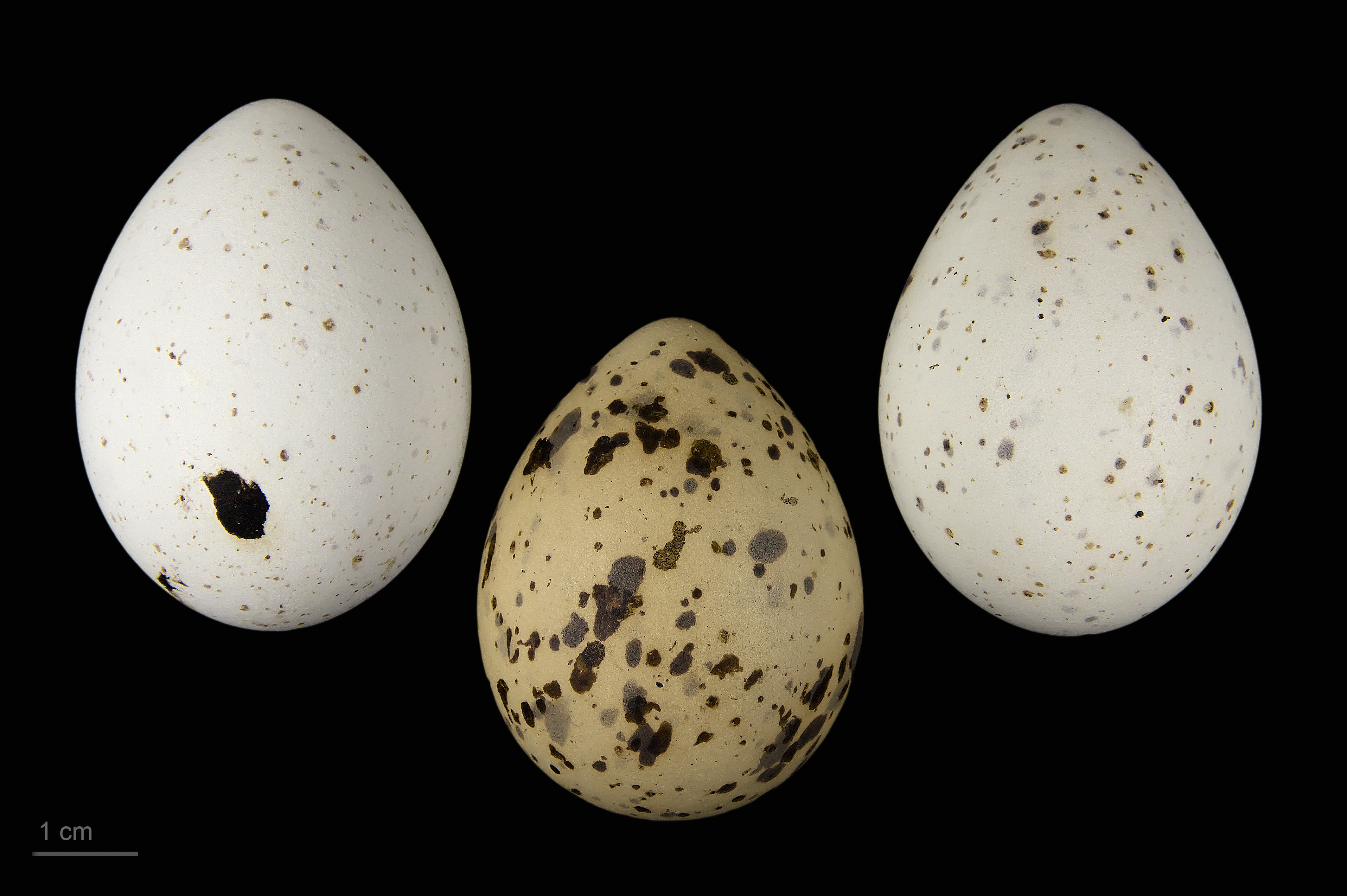
яйце Sterna hirundo hirundo - Тулузький музей

Крячок річковий (Sterna hirundo) — птах родини Мартинових (Laridae). В Україні гніздовий, перелітний вид.

## Зовнішній вигляд
Середніх розмірів птах, вага 100–175 г. За загальним виглядом і оперенням легко відрізняється від інших крячків. Крила в нього дуже довгі і вузькі, хвіст глибоко вирізаний. Лапи червоні або червоно-бурі. Дзьоб червоний з чорним кінцем. У сидячого птаха кінці складених крил досягають кінця хвоста. У шлюбному вбранні крячок річковий зверху світло-сивий, знизу білий, шапочка на голові чорна. Дзьоб червоний з чорною вершиною.

## Поширення та місця існування
Поширений крячок річковий в Європі, за виключенням крайньої півночі, в значній частині Сибіру, в Малій, Передній і Середній Азії, частково в Центральній Азії та Монголії, а також в Північній Африці та в східних частинах Північної Америки. 
Мешкають біля річок, озер, на морських берегах, віддаючи перевагу піщаним і солончаковим берегам.

## Чисельність
Станом на 2000 р. чисельність в Європі оцінено в 270—570 тис. пар, в Україні — 40—55 тис. пар.

## Особливості біології та наукове значення
Річкові крячки здобувають їжу майже виключно з води. Основу їх поживи становить дрібна риба, на ріках частіше верховодка, на морі — бички і морські голки. Крім того, вони часто живляться водяними комахами, їх личинками, ракоподібними, а також наземними комахами, які потрапили у воду і плавають на її поверхні.